# Florian Wirtz
Florian Richard Wirtz (* 3. Mai 2003 in Pulheim-Brauweiler) ist ein deutscher Fußballspieler. Der offensive Mittelfeldspieler kam im Januar 2020 in die Jugend des Bundesligisten Bayer 04 Leverkusen. Im Mai gab er sein Debüt in der ersten Mannschaft und ist der jüngste Torschütze des Vereins im Profifußball. Von 2018 bis 2021 war er Juniorennationalspieler des DFB und ist seit September 2021 Spieler der A-Auswahl. 2025 wurde er zum Fußballer des Jahres in Deutschland gewählt.
Seit Juli 2025 spielt er in England für den FC Liverpool.

## Karriere als Vereinsspieler

### Jugend in Köln
Florian Wirtz begann seine Karriere in der Jugend von Grün-Weiß Brauweiler aus Pulheim im Großraum Köln. Mit acht Jahren wechselte er 2011 nach Sülz im Kölner Westen in den RheinEnergieSportpark, der dem 1. FC Köln als Nachwuchsleistungszentrum dient. Dort war er in achteinhalb Jahren Teil verschiedener Jugendmannschaften. Mit der U17 des Vereins gewann er in der Spielzeit 2018/19 die Meisterschaft in der B-Junioren-Bundesliga. Während der Offensivspieler in der ersten Saisonhälfte beinahe keine Berücksichtigung fand, kam er in der zweiten regelmäßig zum Einsatz. Insgesamt absolvierte er elf Partien und steuerte drei Tore sowie eine Vorlage zum Erfolg seiner Mannschaft bei, die die Staffel West auf dem zweiten Tabellenplatz abschloss und sich für die Meisterschaftsendrunde qualifizierte. In dieser war Wirtz gesetzt und absolvierte alle drei Partien über die volle Spielzeit. Im Halbfinalrückspiel gegen den FC Bayern München gelang ihm der Treffer zum 4:0-Endstand; im Finale schlug man schließlich Borussia Dortmund. In seinem zweiten Jahr in der B-Jugend etablierte sich Wirtz weiter in der Mannschaft und wurde zu deren Kapitän. Allerdings verpasste er verletzungsbedingt sieben von 17 Pflichtspielen. In den zehn Partien, die er spielte, gelangen ihm neun Tore sowie eine Vorlage, seine Mannschaft beendete die Hinrunde der Saison 2019/20 als Tabellenführer der Staffel West.

### Bayer 04 Leverkusen
Im Januar 2020 wechselte Wirtz zum Ligakonkurrenten Bayer 04 Leverkusen. Dies erregte öffentlich Aufmerksamkeit, da zwischen dem 1. FC Köln, Bayer 04 Leverkusen und Borussia Mönchengladbach seit 2001 eine Vereinbarung bestehe, wonach keines der Profiteams bei einem der anderen Jugendspieler aus laufenden Verträgen herauslösen dürfe, um sie in der eigenen Jugend spielen zu lassen. Bayer 04 argumentierte, dass Wirtz’ Vertrag in Köln Mitte 2020 auslaufe und es sich bei seiner Verpflichtung um einen Zugang für die erste Mannschaft sowie den Abschluss eines Profivertrags handele. Borussia Mönchengladbachs Sportdirektor Max Eberl bestätigte, dass diese Übereinkunft der drei Teams – allerdings ohne rechtliche Bindung – existiere; er sehe im Falle von Wirtz wenigstens keinen eindeutigen Bruch der Vereinbarung aufgrund der Leverkusener Argumentation und wolle auch weiterhin an der Regelung festhalten. Der eigentlich für den Juli 2020 vorgesehene Wechsel erfolgte schließlich vorzeitig am 31. Januar. Ab Februar kam Wirtz zu vier Spielen in der Staffel West, erzielte zwei Tore und gab drei Vorlagen, bis der Spielbetrieb der Liga aufgrund der COVID-19-Pandemie und ihrer individuellen Situation in Deutschland abgebrochen wurde.
Für das Bundesligaspiel des 26. Spieltags bei Werder Bremen wurde der Mittelfeldspieler Mitte Mai 2020 von Cheftrainer Peter Bosz anstelle des verletzten Lars Bender nominiert. Zuvor war Wirtz mit zwei weiteren A-Junioren Bayers und der ersten Mannschaft in das obligatorische Trainingslager in Wermelskirchen gereist, wo man sich unter Quarantäne-Bedingungen auf die Fortsetzung der Saison vorbereitet hatte. Bosz setzte ihn in der Partie in der Startformation auf dem rechten Flügel ein, wodurch Wirtz mit 17 Jahren und 15 Tagen zum jüngsten Spieler Bayers im Herrenfußball wurde. Gleichzeitig wurde er hinter Nuri Şahin (16 Jahre, 335 Tage) und Yann Aurel Bisseck (16 Jahre, 362 Tage) zum bis dahin drittjüngsten Spieler, der je in der Bundesliga eine Partie bestritt. Wirtz spielte 62 Minuten und wurde anschließend gegen Karim Bellarabi ausgewechselt. Ab diesem Zeitpunkt war er fester Bestandteil der Spieltagskader. In den zwölf folgenden Partien absolvierte er acht, davon, wie in Bremen, vier von Beginn an. Seine einzige Torbeteiligung gelang ihm bei der 2:4-Niederlage gegen den FC Bayern München am 6. Juni 2020, dem 30. Spieltag. Dabei erzielte er den Treffer zum Endstand im Alter von 17 Jahren und 34 Tagen und löste damit Şahin, der diese Marke bis dahin hielt, als jüngsten Torschützen der Bundesliga ab, bis ihn vermeintlich Youssoufa Moukoko von Borussia Dortmund am 18. Dezember 2020 unterbot. Am Ende der Saison stand für Wirtz und seine Mannschaftskollegen der fünfte Platz in der Liga, wobei man knapp hinter Borussia Mönchengladbach die Teilnahme an der Champions League verpasste und stattdessen in der Europa League antrat. Mit 63 Punkten erreichte man das höchste Ergebnis seit der Saison 2012/13. Im DFB-Pokal stieß man zum ersten Mal seit 2009 wieder ins Endspiel des Wettbewerbs vor, scheiterte dort aber an Bayern München. Ebenso in der wiederaufgenommenen Europa-League-Saison, in der man sich im Viertelfinale Inter Mailand geschlagen geben musste, wobei dies ebenfalls die erfolgreichste internationale Saison für den Verein seit 2008 bedeutete. Wirtz kam in dieser Zeit zu insgesamt neun Einsätzen in allen drei Wettbewerben für die Leverkusener.
In der Saison 2020/21 musste Bayer Leverkusen den Abgang von Kai Havertz hinnehmen. Wirtz hingegen, der auch von der Fachpresse aufgrund ihrer anfänglichen Entwicklung in Leverkusen häufig mit Havertz verglichen und wie dieser im offensiven Mittelfeld eingesetzt wird, etablierte sich endgültig als Stammspieler der Mannschaft. Er kam im Jahr 2020 in der neuen Spielzeit zu insgesamt 18 von 20 Spielen, erzielte für die Mannschaft fünf Tore und gab ebenso viele Vorlagen. Der Mittelfeldspieler verlängerte bei Bayer mehrmals, u. a. im Dezember 2020 und im Mai 2021, seinen Vertrag. Stand März 2024 besitzt Wirtz in Leverkusen noch einen Vertrag bis Mitte 2027.
In der Saison 2023/2024, bei der Wirtz mit Leverkusen als erste Mannschaft in der Geschichte der Bundesliga ungeschlagen blieb, wurde er dreimal zum Spieler des Monats und nach dem Ende der Saison von der DFL zum Spieler der Saison gekürt. Am 25. Mai 2024 holte Wirtz mit Leverkusen das Double durch den Sieg im Finale des DFB-Pokals gegen den 1. FC Kaiserslautern.
In der Saison 2024/25 legte Bayer 04 einen durchwachsenen Start hin, stabilisierte sich jedoch ab dem 11. Spieltag wieder und erreichte 8 Siege in Serie. Somit hielt der amtierende Meister als Tabellenzweiter Anschluss an den Spitzenreiter Bayern München. In der Champions League schaffte Wirtz mit Bayer Leverkusen den 6. Platz von insgesamt 36 in der Ligaphase nach 8 Spieltagen und qualifizierte sich als einziger deutscher Teilnehmer direkt für das Achtelfinale. Sein Debüt gab Wirtz, bis dahin ohne Einsatz in diesem Wettbewerb, am 1. Spieltag gegen Feyenoord Rotterdam, welches mit 4:0 besiegt wurde; er schoss dabei zwei Tore. Für seine Leistung wurde er zum „Man of the Match“ ernannt. Auch im DFB-Pokal gelang mit Bayer 04 der Vorstoß ins Viertelfinale, zuvor bezwangen die Rheinländer den FC Bayern München mit 1:0 im Achtelfinale. Nach der Saison wurde er zum Fußballer des Jahres in Deutschland gewählt.

### FC Liverpool
Zur Saison 2025/26 wechselt Wirtz in die Premier League zum FC Liverpool. Die Ablösesumme soll je nach Medienberichten bei einer Fixsumme von 117,5 oder 125 Millionen Euro liegen und sich auf 136 bzw. 150 Millionen Euro erhöhen können, was einen der teuersten Transfers der Fußballgeschichte bedeuten würde. In jedem Fall wurde Wirtz zum teuersten Transfer eines Bundesligaspielers (vorheriger Rekordhalter war Ousmane Dembélé) und eines deutschen Spielers.

## Karriere als Nationalspieler
Von 2018 bis 2021 spielte Wirtz für die Juniorenauswahlen des DFB. Sein erstes Spiel absolvierte er für die U15 am 3. Mai 2018 bei der 0:1-Niederlage gegen die U15 der Niederlande. Es folgten im selben Jahr und dem darauf fünf Freundschaftsspiele für die U16 sowie ab Oktober 2019 Nominierungen für die U17. Im Oktober 2020 spielte Wirtz unter Stefan Kuntz erstmals in der U21-Nationalmannschaft.
Im März 2021 berief Bundestrainer Joachim Löw Wirtz erstmals in den Kader der deutschen A-Nationalmannschaft für die Qualifikation zur Weltmeisterschaft 2022, in der er ohne Einsatz blieb. Dadurch konnte er nicht an der zeitgleich stattfindenden Vorrunde der U21-Europameisterschaft 2021 teilnehmen. Da Wirtz von Löw nicht für die Europameisterschaft 2021 nominiert wurde, berief ihn Kuntz für die Finalrunde der U21-EM, die von Ende Mai bis Anfang Juni 2021 stattfand. Hier erzielte er beim 2:1-Halbfinalsieg gegen die Niederlande beide Tore. Sein erster Treffer 29 Sekunden nach Anpfiff stellt den schnellsten Treffer der U21-EM-Geschichte dar. Das Finale der Endrunde gewann Deutschland mit 1:0 gegen Portugal und wurde somit Europameister.
Am 2. September 2021 debütierte Wirtz unter dem neuen Bundestrainer Hansi Flick schließlich in der A-Nationalmannschaft, als er bei einem 2:0-Sieg gegen Liechtenstein im Rahmen der WM-Qualifikation in der Schlussphase eingewechselt wurde.
In einem Testspiel am 23. März 2024 erzielte er mit seinem ersten Treffer im Nationaltrikot das schnellste Tor der Länderspielgeschichte des Deutschen Fußball-Bundes. Nach acht Sekunden traf er zum 1:0 gegen Frankreich (Endstand 2:0).
Im Mai 2024 wurde er von Bundestrainer Julian Nagelsmann in den Kader für die Europameisterschaft im eigenen Land berufen. Er schoss das erste Tor des Turniers beim Spiel gegen Schottland und wurde damit Deutschlands jüngster EM-Torschütze.

## Spielweise
Wirtz, ein im offensiven Mittelfeld variabel einsetzbarer Spieler, der über eine herausragende Technik verfügt, findet bei gleichzeitigem Offensivdrang oft schnell Lösungen, um seine Vorderleute in Szene zu setzen. Er verbindet damit ein gutes Gespür für Räume und den richtigen Pass, strahlt aber auch selbst Torgefahr aus. So steuerte Wirtz in der Saison 2023/2024 neben elf Torvorlagen auch elf Tore zum Leverkusener Erfolg bei. Seine Offensivqualitäten gehen nicht zulasten seiner Arbeit gegen den Ball, er geht mitunter viele Wege und bespielt viele Bereiche des Feldes.

## Titel und Auszeichnungen

### Verein
Bayer 04 Leverkusen
- Deutscher Meister: 2024
- Deutscher Pokalsieger: 2024
- Deutscher Supercupsieger: 2024

1. FC Köln
- Deutscher B-Junioren-Meister: 2019

### Nationalmannschaft
- U21-Europameister: 2021

### Persönliche Auszeichnungen
Individuelle Auszeichnungen
- Wahl in die VDV 11: 2021/22, 2023/24, 2024/25
- VDV-Newcomer der Saison: 2021/22
- VDV-Spieler der Saison: 2024/25
- Junger Spieler der Saison der Europa League (2): 2022/23, 2023/24[34]
- Bundesliga-Spieler der Saison (DFL): 2023/24
- Fußballer des Jahres in NRW („Fußball-Felix“): 2023
- Fritz-Walter-Medaille in Gold (2): 2020 (U17),[35] 2022 (U19)
- Spieler des Monats der Fußball-Bundesliga (6): September 2021, Oktober 2023, Dezember 2023, Februar 2024, Dezember 2024, Januar 2025
- Tor des Jahres: 2023
- Tor des Monats (2): Oktober 2023, März 2024
- Nominierung für die Kopa-Trophäe: 2021 (7. Platz),[36] 2022 (10.)
- Nominierung für den Ballon d’Or: 2024 (12. Platz)
- Einstufung als Weltklasse in der Rangliste des deutschen Fußballs: Winter 2023/24, Winter 2024/25

- Deutschlands Fußballer des Jahres: 2025

Mannschaftsauszeichnungen
- Bundesliga-Mannschaft der Saison (2): 2021/22, 2023/24
- Mannschaft der Saison der Europa League: 2023/24

## Persönliches
- Wirtz wurde im Mai 2003 im Pulheimer Stadtteil Brauweiler im Großraum Köln geboren, wo er auch aufwuchs und nach der Grundschule das Abtei-Gymnasium der Stadt besuchte. Dort war er für die schuleigene Fußballmannschaft aktiv, mit der er an regionalen Turnieren teilnahm.[37] Wirtz lebte nach seinem Wechsel zu Bayer 04 Leverkusen 2020 im Sportinternat Leverkusen und besuchte das Landrat-Lucas-Gymnasium in Opladen, wo er sein Abitur ablegte.[38]

- Sein Vater, erster Vorsitzender des SV Grün-Weiß Brauweiler,[39] war ehemals Beamter des Bundesgrenzschutzes[40] und Lehrer[41]; seine Mutter war Handballtrainerin beim TuS SW Brauweiler, bei dem sie unter anderem den späteren Nationalspieler Julian Köster trainierte.[42]

- Wirtz’ ältere Schwester Juliane ist ebenfalls im Profifußball aktiv, sowohl in der ersten Mannschaft von Werder Bremen als auch als Juniorennationalspielerin. Beide begannen ihre Karrieren im Verein ihres Vaters und beim 1. FC Köln; Juliane debütierte 2018 in der Frauen-Bundesliga im Alter von 16 Jahren für Bayer 04 Leverkusen.[43] Aus früheren Beziehungen der Eltern haben die Geschwister acht Halbgeschwister.[41]

- Wirtz ist seit 2022 liiert.[44]